# Carmen Mastren
Carmen Mastren, geboren als Carmine Niccolo Mastandrea (Cohoes, 6 oktober 1913 - Valley Stream, 31 maart 1981) was een Amerikaanse jazz-banjo-speler, -gitarist en violist. Hij werkte enige jaren als gitarist bij Tommy Dorsey.
Mastren begon zijn professionele loopbaan in de jaren dertig, toen hij zich in 1934 aansloot bij de groep van Wingy Manone en Joe Marsala. Van 1936 tot 1940 speelde hij in het orkest van Tommy Dorsey, waarvoor hij ook arrangementen schreef, waaronder voor enkele geliefde Dorsey-nummers als 'Liebestraum' en 'Dark Eyes'. In de jaren dertig speelde hij mee op opnames van onder meer Billie Holiday, Mildred Bailey en de Metronome All-Stars. In 1940 nam hij op met Sidney Bechet's en Muggsy Spanier's groep Big Four. Tijdens de oorlog was hij lid van de Army Air Force Band van Glenn Miller. In de jaren veertig was hij muzikaal leider en orkestleider voor Morton Downey en speelde hij met Ray McKinley en Bud Freeman. Van 1953 tot 1970 werkte hij voor de Today Show en The Tonight Show van NBC. In de jaren zeventig trad hij af en toe op met het New York Jazz Repertory Company. 
In de loop van zijn loopbaan speelde hij verder met onder andere Raymond Scott, Bobby Hackett, Quincy Jones, Dick Hyman en Mel Powell. Hij is te horen op opnames van Louis Armstrong, Bunny Berigan, Benny Carter, Benny Goodman, Jack Teagarden, Adrian Rollini, Louis Prima, Ralph Flanagan, Roy Eldridge, Bill Coleman, Johnny Hartman en andere musici.
Mastren overleed in zijn huis aan de gevolgen van een hartinfarct.

## Discografie
als leider:
- Banjorama, Mercury